# Шуман, Элизабет
Элизабет Шуман (нем. Elisabeth Schumann; 13 июня 1885, Мерзебург — 23 апреля 1952, Нью-Йорк) — немецкая певица (сопрано). К её предкам принадлежала певица Генриетта Зонтаг.

## Биография
С детства брала уроки пения. Став членом труппы Гамбургской оперы в 1909 г., уже через год участвовала в гамбургской премьере оперы Рихарда Штрауса «Кавалер розы» (в роли Софи, ставшей её визитной карточкой). В 1914—1915 гг. выступала в Метрополитен-Опера в Нью-Йорке, куда в те времена приглашали только певцов мирового уровня.
Рихард Штраус очень ценил творчество певицы и в 1919 г. содействовал её приглашению в Венскую оперу, где она выступала до 1937 г., став любимицей Вены. Большую часть её репертуара составляли роли в операх Вольфганга Амадея Моцарта.
В 1920 г. Шуман дебютировала в качестве исполнительницы песенного репертуара. Многие из своих песен Штраус написал именно для неё. Он часто аккомпанировал ей в концертах. Она исполняла песни Вольфа, Шуберта, Брамса, Шумана, Штрауса, Малера и др. композиторов.
В 1923 г. певица с успехом выступила в Лондоне в «Кавалере розы» под управлением Бруно Вальтера. Этот успех положил начало её многократным выступлениям в Англии.
В 1922—1936 гг. участвовала в Зальцбургском фестивале.
Элизабет Шуман не была притесняема нацистским режимом, но предпочла эмигрировать в США, где выступала в концертах и время от времени занималась преподавательской деятельностью.